# شاخص سرویس‌دهی کنونی
شاخص سرویس‌دهی کنونی (به انگلیسی: Present serviceability index) یا PSI یک شاخص سنجش عملکرد روسازی راه است. این شاخص همراه با شاخص‌های دیگری چون شاخص شرایط روسازی و شاخص بین‌المللی ناهمواری از پرکاربردترین سنجه‌های عملکرد فیزیکی روسازی هستند. مقادیر PSI بین ۰ و ۵ هستند، که صفر نشان‌دهنده یک روسازی تخریب شده و پنج یک روسازی نو یا با شرایط عالی است. از آنجا که PSI تغییرات شیب نیمرخ راه را در خود دارد با شاخص‌های عملکرد مربوط به ناهمواری مانند IRI همبستگی دارد.

## تاریخچه
شاخص PSI حاصل کارهای اشتو (American Association of State Highway and Transportation Officials) است و طی آزمایش‌هایی که این سازمان از سال‌ 1956 تا 1961 انجام داد به دست آمد.  بر خلاف شاخص PSR ، که نیازمند یک پانل خبرگان است، PSI نیازی به سنجش کیفیت راه توسط متخصصین یا خبرگان ندارد. بنابراین، این یک شاخص عملی‌تر برای شبکه‌های بزرگ راه به حساب می‌آید.

## محاسبه
شاخص سرویس‌دهی کنونی تابعی از چندین متغیر است. برای روسازی انعطاف پذیر این متغیرها عبارتند از:
- تغییرات شیب (SV)
- عمق شیار (RD)
- ترک و وصله (C + P)